# 索维涅莱格雷
索维涅莱格雷（法語：Sauvigney-lès-Gray，法語發音：[soviɲɛ lɛ ɡʁɛ]，意为“格雷附近的索维涅”）是法国上索恩省的一个市镇，属于沃苏勒区。

## 地理
索维涅莱格雷（47°26'50"N, 5°44'28"E）面积10.44 平方千米，位于法国勃艮第-弗朗什-孔泰大區上索恩省，该省份为法国东部内陆省份，北起顺时针与孚日省、贝尔福地区省、杜省、汝拉省、科多尔省和上马恩省接壤。
与索维涅莱格雷接壤的市镇（或旧市镇、城区）包括：伊尼、昂日雷、博热-圣瓦利耶-皮埃尔瑞和基特尔、圣卢-楠图阿尔、科隆比讷。
索维涅莱格雷的时区为UTC+01:00、UTC+02:00（夏令时）。

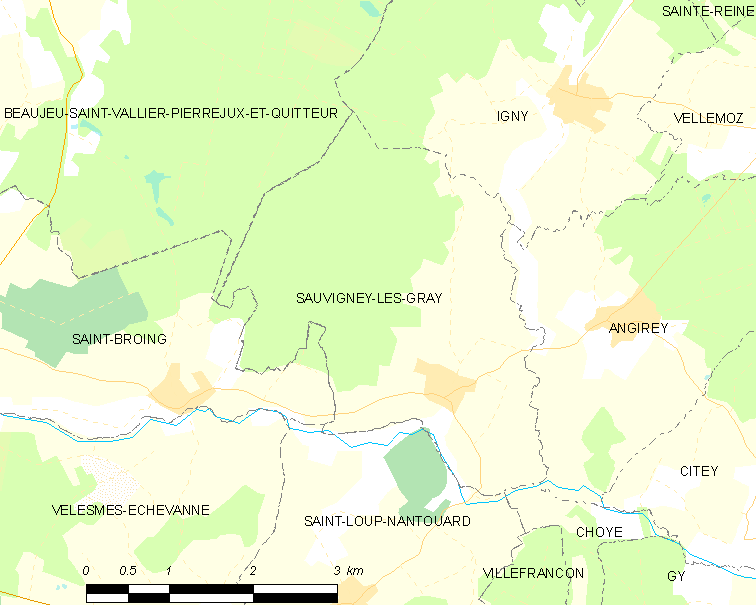
索维涅莱格雷的OSM定位图

## 行政
索维涅莱格雷的邮政编码为70100，INSEE市镇编码为70479。

## 政治
索维涅莱格雷所属的省级选区为格雷县。

## 人口

1962-2008年间索维涅莱格雷人口变化图示

索维涅莱格雷于2022年1月1日时的人口数量为97人。